# Kanjera
Kanjera ist eine archäologische und paläoanthropologische Fundstätte am Victoriasee im Homa Bay County von Kenia. Sie wurde in Fachkreisen bekannt aufgrund der zahlreichen aus ihr geborgenen Steinwerkzeuge aus den Kulturen des Oldowan und des Acheuléen sowie durch einige, bislang ungenau datierte Funde von Fossilien des anatomisch modernen Menschen (Homo sapiens) aus dem späten Jungpleistozän / frühen Holozän. Die ältesten Fundschichten von Artefakten im Gebiet von Kanjera sind mehr als zwei Millionen Jahre alt, die jüngsten sind annähernd 10.000 Jahre alt.

## Erforschung
Die Fundstätte Kanjera, benannt nach der Ortschaft Kanjira, liegt im Nordosten des Victoriasees, rund 500 Meter südlich der Küste des Winam-Golfs (früher: Kavirondo-Golf), auf der Halbinsel Homa, unterhalb vom Mount Homa und gegenüber von Ndere Island. Sie besteht aus zwei Fundstellen (Kanjera Süd und Kanjera Nord), die seit Beginn des 20. Jahrhunderts als Lagerstätten von Fossilien und Steinwerkzeugen bekannt sind.
1932/33 und 1934/35 wurden unter Leitung von Louis Leakey fossile Knochen – zumeist Überreste von Schädeln – entdeckt, die zu mindestens drei Individuen gehörten und aufgrund ihrer anatomischen Merkmale dem anatomisch modernen Menschen zugeschrieben wurden. Diese Funde kamen jedoch aus Erdschichten zutage, in denen sich auch Steingeräte des Acheuléen und Tierfossilien aus der Epoche des Mittelpleistozäns befanden. Diese Auffindesituation interpretierte Leakey 1935 als Beleg, dass Homo sapiens bereits seit mehreren hunderttausend Jahren in Ostafrika vorkam. Dem widersprach bereits im selben Jahr der britische Geologe Percy George Hamnall Boswell (1886–1960), der in der Fachzeitschrift Nature zum einen die ungenaue Dokumentation der Fundumstände kritisierte und zum anderen vermutete, die Fossilien seien durch Erdrutsche in ältere Schichten geraten. Der Geologe Percy Edward Kent (1913–1986), der 1934/35 ebenfalls zum Leakey-Team gehörte, bestätigte 1942 Boswells Einwände und bezeichnete Leakeys Datierung als „not proven“ (nicht nachgewiesen). Während Leakey zeitlebens an seiner Interpretation festhielt, lehnten andere Forscher aufgrund der ablehnenden Expertise der beiden Geologen das hohe, den Fossilien von Leakey zugeschriebene Alter ab. Geklärt wurde die Altersbestimmung erst Mitte der 1990er-Jahre.
Nachdem in den 1970er- und 1980er-Jahren weitere Fossilien entdeckt worden waren, erschien 1995 eine Studie über Merkmale und Alter der Fossilien von insgesamt vermutlich sieben Individuen. Dieser Studie zufolge können die Funde dem Holozän zugeordnet werden, sie sind folglich nicht wesentlich älter als rund 10.000 Jahre.
Seit 1995 fördert u. a. die Smithsonian Institution Ausgrabungen im Gebiet der Halbinsel Homa. 2013 berichteten Forscher den Fund von rund zwei Millionen Jahre alten Tierknochen in Kanjera Süd, die Schnittspuren aufweisen, was als Beleg für das Abschaben von Muskelfleisch interpretiert wurde.

## Belege
1. ↑  Peter Ditchfield et al.: Current research on the Late Pliocene and Pleistocene deposits north of Homa Mountain, southwestern Kenya. In: Journal of Human Evolution. Band 36, Nr. 2, 1999, S. 123–150, doi:10.1006/jhev.1998.0255.
2. ↑  Eintrag Kanjera in: Bernard Wood (Hrsg.): Wiley-Blackwell Encyclopedia of Human Evolution. 2 Bände. Wiley-Blackwell, Chichester u. a. 2011, ISBN 978-1-4051-5510-6.
3. ↑  Felix Oswald: The Miocene Beds of the Victoria Nyanza and the Geology of the Country between the Lake and the Kisii Highlands. In: Quarterly Journal of the Geological Society. Band 70, Nr. 1–4, 1914, S. 128–159, doi:10.1144/GSL.JGS.1914.070.01-04.10.
4. ↑  Louis Leakey: The Stone Age Races of Kenya. Oxford University Press, Oxford 1935.
5. ↑  Louis Leakey: Fossil Human Remains from Kanam and Kanjera, Kenya Colony. In: Nature. Band 138, 1936, S. 643, doi:10.1038/138643a0.
6. ↑  Percy George Hamnall Boswell: Human Remains from Kanam and Kanjera, Kenya Colony. In. Nature. Band 135, 1935, S. 371, doi:10.1038/135371a0, Volltext (PDF).
7. ↑  Percy Edward Kent:  The Pleistocene Beds of Kanam and Kanjera, Kavirondo, Kenya, In: Geological Magazine. Band 79, Nr. 2, 1942, S. 117–132, doi:10.1017/S001675680007360X.
8. ↑  Thomas Plummer und Richard Potts: Hominid fossil sample from Kanjera, Kenya: Description, provenance, and implications of new and earlier discoveries. In: American Journal of Physical Anthropology. Band 96, Nr. 1, 1995, S. 7–23, doi:10.1002/ajpa.1330960103, Volltext.
9. ↑  The Homa Peninsula Paleoanthropological Project.
10. ↑  Joseph V. Ferraro et al.: Earliest Archaeological Evidence of Persistent Hominin Carnivory. In: PLoS ONE. Band 8, Nr. 4, 2013, e62174, doi:10.1371/journal.pone.0062174.

Koordinaten: 0° 20′ 24″ S, 34° 32′ 16″ O